# Óxido nitroso (programa de televisión)
Óxido nitroso fue un programa de humor de televisión de la cadena de pago Canal+ (España).

## Formato
Óxido nitroso fue un programa de humor que mediante pequeñas piezas recogía algunos de los mejores contenidos de comedia que se emitían en las diferentes cadenas de la plataforma Canal+. El programa dedicaba tiempo también para hablar sobre el humor con entrevistas a cómicos, guionistas o actores de nuestro país. Cada programa solía estar dedicado a un tema relacionado con la comedia. Comenzó sus emisiones en diciembre de 2011 y se emitía cada dos semanas.

## Presentadores
En su primera temporada fue presentado por el humorista y actor Dani Rovira. A partir de la segunda temporada el programa lo presentó el también humorista Raul Cimas.

## Productor
Javier Canal fue el productor de las cuatro temporadas, dando vida como actor a diferentes personajes dentro del programa (El Amigo de Tú Padre, Señor Mayor, Steward...etc)